# Dez mil (Anábase)

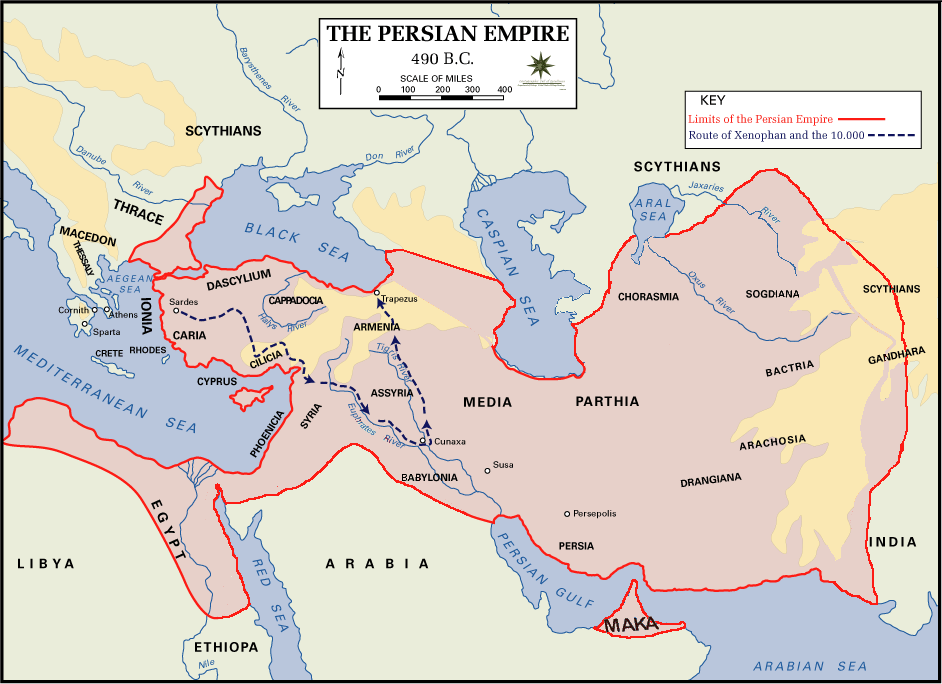
Império Aquemênida em e a rota dos Dez Mil

Os Dez Mil são um grupo de mercenários gregos contratados por Ciro, o Jovem para destituir seu irmão, Artaxerxes II do trono da Pérsia. Sua história é descrita nos livros Anábase e Helênicas por Xenofonte, desde a organização do exército do príncipe persa até a batalha de Cunaxa e o posterior retorno dos mesmos para a Grécia.
Ciro aproveitou-se de um momento conturbado da Grécia Antiga para contratar esses guerreiros. A Guerra do Peloponeso acabara e muitos soldados estavam desempregados. O ouro persa os atraiu para uma suposta missão de derrotar alguns inimigos asiáticos de Ciro.

## Composição do exército
Vários generais comandaram as tropas que formariam os Dez Mil:
- Xênias, o Árcade com 4 000 hoplitas. Desertou do exército na Síria;
- Próxeno, o Beócio com 1 500 hoplitas e 500 peltastas;
- Sofeneto de Estinfália com 1 000 hoplitas;
- Clearco de Esparta com 1 000 hoplitas, 800 peltastas trácios, 200 arqueiros cretenses. Posteriormente, receberia uma parcela dos homens de Xênias;
- Sosis de Siracusa com 300 hoplitas;
- Querísofo de Esparta com 700 hoplitas;
- 400 gregos desertores do exército de Artaxerxes.

## Eventos
O Exército se direcionou para a Babilônia, onde enfrentaria o império persa em Cunaxa. Os gregos venceram a batalha aliados à infantaria e cavalaria de Ciro, porém o mesmo faleceu durante a batalha. Mesmo com a vitória no campo de batalha, sofreram uma derrota estratégica.
Xenofonte assumiria o comando dos Dez Mil juntamente com outros generais eleitos pelos soldados quando os persas enganaram parte dos líderes e os assassinaram. Após isso, os Dez Mil precisaram percorrer 1600 quilômetros de volta para casa, lutando por todo o caminho de volta.
Desavenças, intrigas e traições internas desestabilizaram o exército grego que viria a se dividir antes de chegar à Trácia. Dos Dez Mil, apenas 6 000 sobreviveram à empreitada.

## Curiosidades
- Xenofonte viveria em Esparta boa parte de sua vida e lutaria ao lado do rei Agesilau II em suas campanhas asiáticas;
- Alexandre o Grande usou a Anábase como referência para sua campanha contra a Pérsia;
- Xenofonte recebe vários comentários em alguns romances históricos como The Virtues of War de Steven Pressfield.
- Em 1977, o filme Warriors foi lançado, fazendo uma transposição da Anábase para o tempo real, em que um grupo tem que atravessar uma cidade enfrentando gangues com nomes cobertos de referências;

- O livro "O Falcão de Esparta", do escritor inglês Conn Iggulden, publicado no Brasil pela Editora Record em 2021, descreve de forma romanceada os esforços do príncipe persa Ciro para tomar o trono do irmão. O romance também narra a Batalha de Cunaxa e a retirada dos gregos após a morte de Ciro durante o combate.